# Organización de la República (Chile)
Se conoce como Organización de la República al período de la historia de Chile acontecido entre la abdicación de Bernardo O'Higgins, el 28 de enero de 1823, y la promulgación de la Constitución Conservadora, el 25 de mayo de 1833.
Estos años fueron caracterizados por la constante búsqueda de un ordenamiento institucional adecuado para el Estado de Chile. Aunque el período de ensayos constitucionales se remontaba al gobierno de O'Higgins (Constituciones de 1818 y 1822), durante este período la lucha por la organización se hizo más turbulenta, dadas las constantes pugnas entre la aristocracia, los oficiales militares y los ideólogos.
Durante este período se implementaron tres constituciones: la Constitución Moralista (redactada por Juan Egaña), las Leyes Federales (redactadas principalmente por José Miguel Infante) y la Constitución Liberal (redactada por José Joaquín de Mora en 1828).

## Gobiernos
Los gobiernos que rigieron a Chile en esta época fueron numerosos, marcados por la  dimisión de los gobernantes, la incapacidad de poner orden y la inexperiencia política, fenómeno que, a pesar de ser nocivo, tuvo sus frutos al no existir la presencia de caudillos, lo que suavizó la violencia y permitió a Chile estabilizarse con mucha más facilidad que el resto de la región. Debido a su cantidad, solo se nombran los gobiernos que tuvieron mayor trascendencia.

### Gobierno de Ramón Freire  (1823-1826)

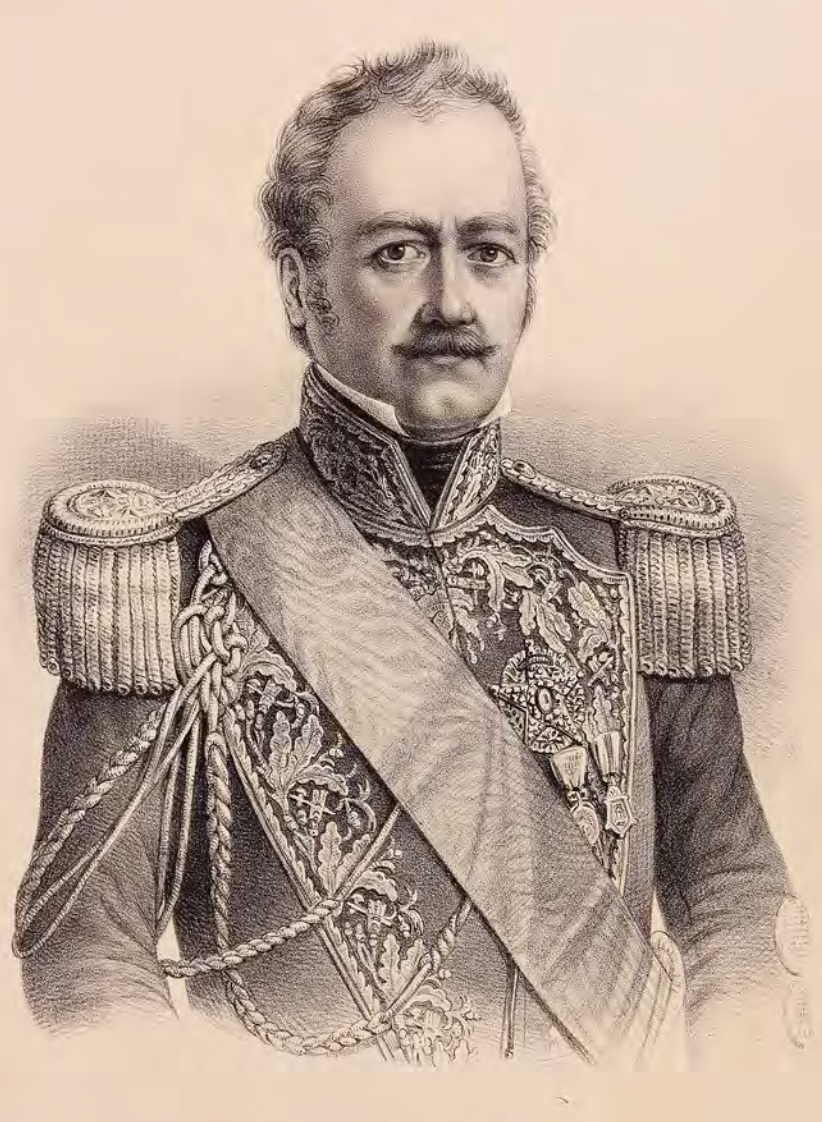
Ramón Freire.

Luego de la renuncia de O'Higgins, el 28 de enero de 1823, una Junta de Gobierno asumió el control del país, decidiendo entregar el poder a Ramón Freire, bajo el cargo de Director Supremo (el cargo de presidente no se crearía hasta 1826). Freire era poseedor del respeto de las tropas chilenas por su brillante actuación en las campañas de la Independencia. Durante este período se hizo asesorar por Juan Egaña.
Uno de los primeros actos de Freire fue dar por terminado el juicio de residencia de O'Higgins, quien logró salir de Chile honorablemente y establecerse en Lima, donde viviría el resto de su vida. También, firmó el decreto que establecía a Chile como el nombre oficial del país.
El gobierno de Ramón Freire estuvo marcado por grandes avances, pero también por problemas financieros, lo que conllevó a la necesidad de embargar los bienes del clero y a postergar el pago de la deuda externa (empréstito de Italia). A pesar de esto, el dinero no fue suficiente para pagar los sueldos del ejército, el cual se sublevó en numerosas ocasiones. Fue necesario ceder el Estanco de Tabaco a la firma Portales y Cea (1824), con el fin de que esta cancelara la deuda externa. El trato fracasó luego de dos años. Aun así, Freire llevó a cabo obras humanitarias, como la abolición definitiva de la esclavitud en julio de 1823, gestionado por José Miguel Infante. Durante este periodo llegó a Chile la Misión Muzzi, obra de la Iglesia católica para solucionar las diferencias entre esta y el Estado, la cual fue un completo fracaso.
El 29 de diciembre de 1823, Freire promulgó la Constitución Política y Permanente del Estado de Chile de 1823, también llamada la Constitución moralista debido a sus normas, que restringían y dirigían las actividades de los ciudadanos. Esta carta magna fue un fracaso y fue suspendida progresivamente en los meses y años siguientes.
Después de una expedición fallida en 1824, Ramón Freire terminó la independencia territorial de Chile con la incorporación de Chiloé en las batallas de Pudeto y Bellavista (enero de 1826), que conllevaron a la firma del Tratado de Tantauco. En julio de 1826, debido a la inestabilidad política, renunció al cargo de director supremo, favoreciendo a su sucesor, Manuel Blanco Encalada.

### Gobierno de Manuel Blanco Encalada (1826)

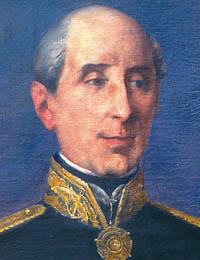
Manuel Blanco Encalada, primer presidente de Chile.

El almirante y general Manuel Blanco Encalada, elegido por el Congreso para formar un gobierno interino, asumió el 9 de julio de 1826, al renunciar Ramón Freire. La prestigiosa reputación que había ganado Blanco Encalada durante su participación en la guerra de la Independencia fue uno de los factores dominantes que propiciaron su victoria en aquella elección.
Hasta ese punto, los jefes del Estado de Chile habían ostentado el cargo de Director Supremo. El almirante, sin embargo, fue el primero que usó el actual título de Presidente.
Bajo el gobierno de Blanco Encalada se aprobaron una serie de leyes que iniciaron la práctica del sistema federal en Chile. Sin embargo, las Leyes Federales de 1826, que dividían a Chile en provincias autónomas a la manera de México o los Estados Unidos, resultaron impracticables. Por esto, Blanco Encalada renunció el 9 de septiembre, a tan solo dos meses de su asunción, poniendo de manifiesto el fracaso del federalismo.

### Gobierno de Agustín de Eyzaguirre (1826-1827)
Agustín de Eyzaguirre asumió la primera magistratura ante la renuncia de su antecesor, y gobernó, al igual que este, en calidad de interino, hasta el 25 de enero de 1827.
Su gobierno estuvo caracterizado por la inestabilidad producida por el desarrollo del sistema federal, que produjo una constante pugna entre las provincias y reiterados motines al momento de realizarse las elecciones, y la ineficiencia del cobro de impuestos.

### La sublevación de Campino
En 1827 se produjo el golpe definitivo al sistema federal y a su gobierno. El golpe de Estado dirigido por el coronel Enrique Campino se llevó a efecto la noche del 24 al 25 de enero. Campino depuso al Presidente, instalándose en el palacio de gobierno, siendo este un ataque dirigido directamente en contra de los estanqueros, siendo su primera acción el encarcelamiento del ministro del interior, Manuel José Gandarillas, al interino de Guerra, Tomás Ovejero y a Diego Portales entre muchos otros integrantes del Congreso Nacional de Chile.
Enrique Campino, montado en su caballo, y llegó a la puerta de la sala ordenando a Elizondo, quien en ese momento presidía la sesión, que esta se disolviera en el momento, lo que llevó a la protesta de quienes la integraban. A ello, Enrique Campino respondió con el ingreso de una compañía de granaderos a la sala. Sin lograr que nadie abandonara la sesión, el jefe de la compañía ordenó la orden de ¡Apunten!, a lo que los diputados respondieron abandonando raudamente la sala con la excepción de don Diego José Benavente, quien permaneció en su sitio sin la más mínima intención de retirarse. En las galerías algunos personajes pertenecientes al público permanecieron escondidos bajos los asientos, siendo uno de ellos Clemente Díaz, quien arrebató la espada a un coronel abalanzándose sobre las tropas.
Tomando esto como ejemplo, algunos de los diputados que habían salido de la sala decidieron volver a hacer frente a esta intromisión, dominando así la situación. Una vez más reunidos, los diputados tomaron la decisión del avenimiento con el general Freire de forma transitoria, quien, al tratar de dirigirse a Campino, este se limitó a decir que tengo una culebrina pronta para ser descargada sobre Su Excelencia si se acerca. Ramón Freire, entonces, se dirigió a Aconcagua con algunas fuerzas con el fin de organizar una resistencia. Luego de esto se convocó a un consejo de guerra en donde se proclamaría a Francisco Antonio Pinto como el nuevo Presidente de Chile.
Diego Portales, quien aún estaba en prisión, logró convencer al mayor Maruri de que encabezase la contrarrevolución en contra de Campino, la cual se sumó a las fuerzas de Ramón Freire poniendo así fin al conflicto.

### Gobierno de Francisco Antonio Pinto (1827-1829)

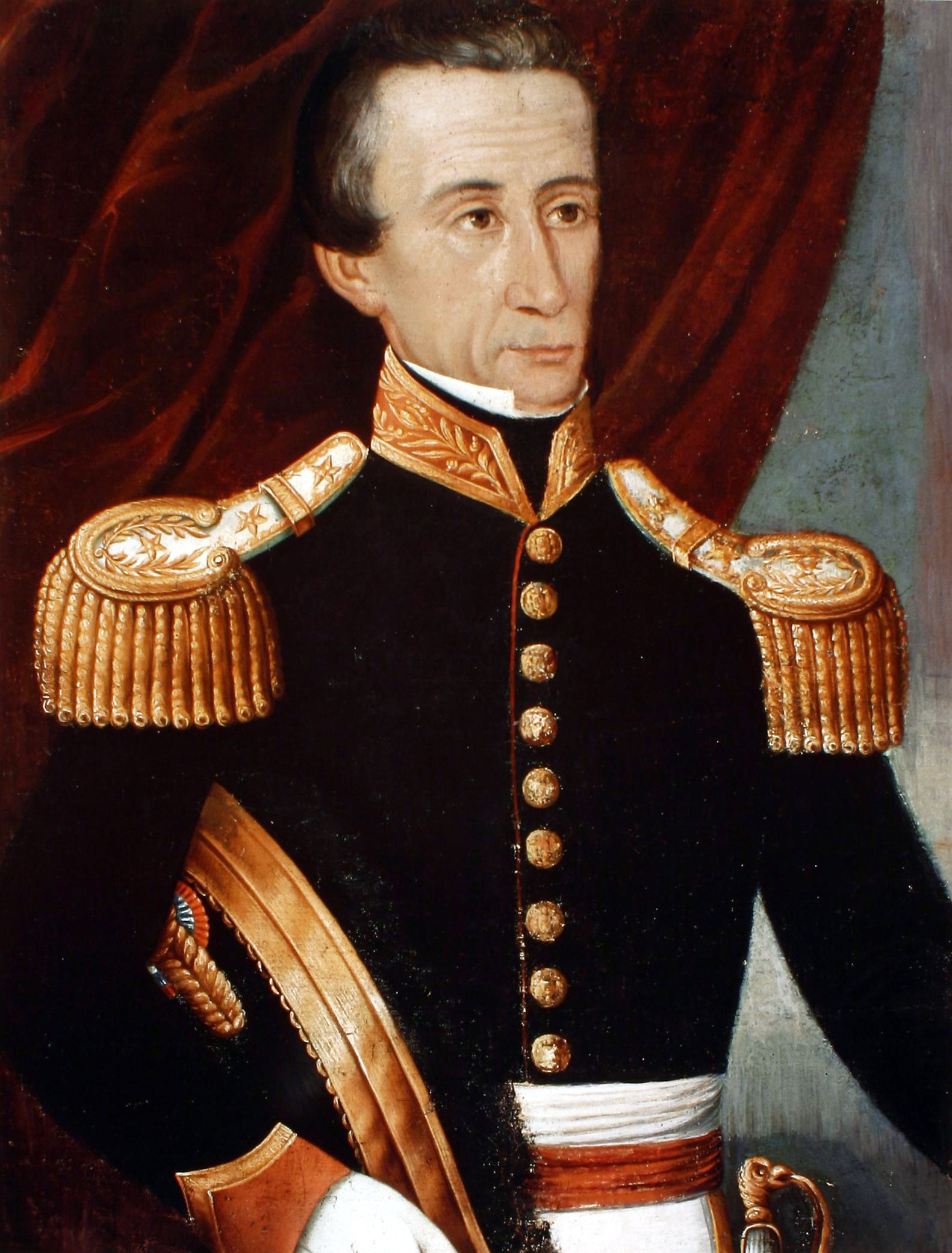
Francisco Antonio Pinto; aunque muy corto, su gobierno fue el más largo de este periodo.

Luego de la renuncia de Ramón Freire, Pinto, quien era vicepresidente, asumió la conducción del Estado. Apoyado por la coalición pipiola-federal, suspendió la constitución vigente, por lo que la coalición se dividió.
Bajo su gobierno se redactó la Constitución de 1828.
En las elecciones generales en 1829 los votos lo confirmaron en la Presidencia de la República, pero al momento de elegir al vicepresidente, se produjo una situación que fue aprovechada por los pelucones conservadores y los conspiradores estanqueros, que dio lugar a la guerra civil de 1829-1830.

## Después de la Guerra Civil
Pinto decidió renunciar, con el fin de evitar el desenlace esperado de la guerra civil, pero ya era tarde. Asumió la presidencia Francisco Ramón Vicuña, el cual intentó hacer lo mismo que su predecesor, aunque, de igual forma, los hechos lo obligaron a dimitir.

### La Junta de Gobierno y Francisco Ruiz-Tagle (1830)
Tras un acuerdo, se designó una junta de gobierno provisional destinada a acabar con la Acefalia del Ejecutivo, presidida por José Tomás Ovalle. Esta junta, considerada como de consenso, eligió a un Congreso de Plenipotenciarios, reformó la ley electoral y trató de ceder el poder al bando pelucón, ya que su presidente (Ovalle) era un reconocido miembro de este bando.
La junta llamó a unas breves elecciones en el Congreso y fueron elegidos Francisco Ruiz-Tagle Portales como Presidente de Chile y José Tomás Ovalle como Vicepresidente. Sin embargo, Ruiz-Tagle fue presionado por el bando estanquero para renunciar.

### Gobierno de José Tomás Ovalle (1830)

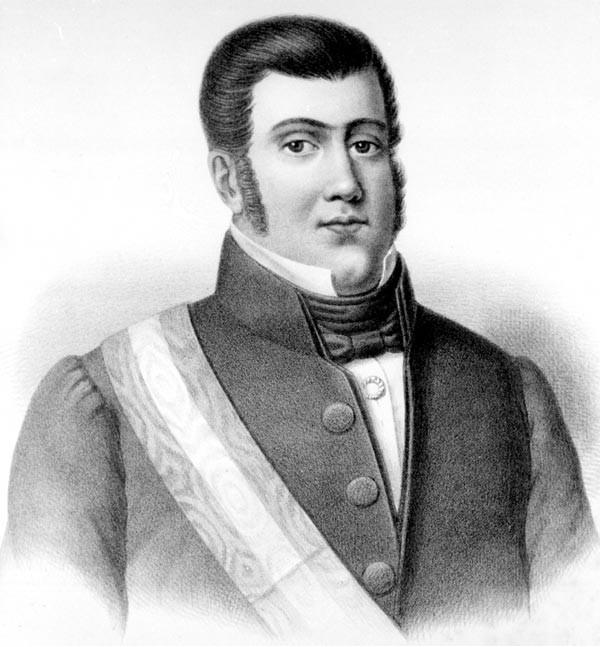
José Tomás Ovalle; bajo su gobierno provisional, los conservadores se consolidarón en el mando del país, terminando esta época.

El 1 de abril de 1830, el vicepresidente José Tomás Ovalle asumió la Presidencia de Chile, nombrando a Diego Portales (jefe del bando estanquero) como ministro plenipotenciario.
El gobierno de Ovalle transformó el país de una manera férrea: la guerra civil en curso finaliza con la Batalla de Lircay y el Tratado de Cuz-Cuz, consolidándose los conservadores en el poder y empezando el proceso de transición hacia la República Conservadora. Ovalle intentó derogar la constitución y, aunque al principio no lo logró, recibió posteriormente facultades extraordinarias y se llamó a una Convención para reformarla.
Así, el 25 de mayo de 1833 se promulgó la Constitución de 1833, marcando el inicio formal de la República Conservadora. Los liberales fueron exiliados y el gobierno se centralizó.
En poco menos de un año, el gobierno provisorio de Ovalle logró cambiar el rumbo de todo el período. Además, con unas rigurosas medidas, la figura de Ramón Freire fue cada vez más opacada por las autoridades y se superó la inestabilidad originada.
A casi un año de gobierno, el presidente Ovalle falleció, sucediéndole su vicepresidente, Fernando Errázuriz Aldunate. Por último, este convocó a elecciones, donde se postularon Pinto y el general triunfador de la revolución Joaquín Prieto. Este último ganó las elecciones por una mayoría abrumadora, asegurando la continuidad de la República Conservadora.

## Bandos políticos
- Pelucones: Bando formado principalmente por la aristocracia castellano-vasca santiaguina. Buscaba una administración centralizada, autoritaria, regida por organismos colegiados (juntas o congresos). Eran de carácter conservador y eran muy apegados a la Iglesia católica.

- Pipiolos: De carácter liberal, buscaban la prioridad de los derechos y libertades humanas, la instauración apresurada de un sistema democrático, creyendo que las leyes moldeaban a una nación. Eran principalmente jóvenes médicos, intelectuales y militares. Estaban profundamente influenciados por los ideales de la Revolución francesa[3] y buscaban cambios fundamentales que significasen la independencia total y definitiva de España. Uno de sus principales representantes fue Ramón Freire Serrano.

- Federales: Eran liberales radicalizados basados en el gran desarrollo de los Estados Unidos. Estaban liderados por José Miguel Infante y buscaban la implantación del sistema federal en Chile, el cual se materializó durante el gobierno presidencial de Manuel Blanco Encalada, en 1826.

- Estanqueros: Bando compuesto principalmente por los grandes hombres de negocios surgidos a raíz de la liberalización del comercio exterior (ocurrida en la Patria Nueva), dominando el monopolio (estanco) de diversos artículos a precio barato. Buscaban la instauración de un gobierno autoritario, centralizado, impersonal y provisional, donde el Estado fuera respetado sin importar los métodos utilizados. Querían un país donde predominara el Presidente de la República, con el fin de preparar a Chile para una futura democracia, ya que no consideraban al pueblo chileno apto todavía para las labores cívicas. Eran liderados por Diego Portales.[4]

- O'higginistas: Generalmente aristócratas de Concepción, oficiales militares y amigos personales del antiguo Director Supremo, Bernardo O'Higgins. Veían como única solución a los problemas del país el regreso de este de su exilio en Perú después de su abdicación en enero de 1823. Uno de sus principales representantes fue José Joaquín Prieto, general de Concepción quien sin embargo, al tomar el poder luego de la Batalla de Lircay, no permitió a O'Higgins volver a Chile, por orden de Diego Portales.